# George Henry Lewes
George Henry Lewes (* 18. April 1817 in London; † 28. November 1878 ebenda) war ein englischer Schriftsteller, Literaturkritiker und Philosoph.

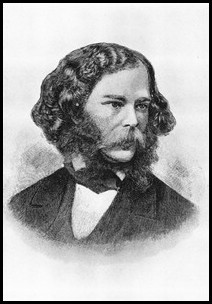
George Henry Lewes

## Familie
George Henry Lewes – uneheliches Kind des Poeten John Lee und der Elisabeth Ashweek – war ein Enkel des Schauspielers Charles Lee Lewes. Seine Mutter heiratete 1823 einen ehemaligen Kapitän. 1841 schlossen George Henry Lewes und Agnes Jervis die Ehe, aus der drei Kinder stammten. 1851 lernte Lewes die viktorianische Autorin Mary Ann Evans (Pseudonym George Eliot) kennen. Seit 1854 lebte das Paar mit Duldung der Ehefrau Agnes Lewes in einer Partnerschaft.

## Leben
Wegen des häufigen Wohnortwechsels ging Lewes in London, Jersey, Bretagne und Greenwich zur Schule. Nach erfolglosen Versuchen einer kaufmännischen oder medizinischen Laufbahn dachte Lewes an eine Karriere als Schauspieler. Zwischen 1841 und 1850 absolvierte er auch tatsächlich einige Auftritte. Danach widmete er sich der Literatur, Wissenschaft und Philosophie.
Schon seit 1836 gehörte Lewes einem Verein an, dessen Mitglieder sich mit philosophischen Themen beschäftigten. Hier entwarf er eine Studie über die Philosophie der Schottischen Schule. 1838 ging er nach Deutschland mit der Absicht, Philosophie zu studieren. Stattdessen machte er sich mit der deutschen Literatur, besonders aber mit dem Werk Goethes vertraut. So wohnten er und George Eliot in Weimar in der Kaufstraße 2, wo auch eine Gedenktafel angebracht ist. 1839 kehrte Lewes nach England zurück, wo er an verschiedenen Zeitschriften mitarbeitete und sich als Dramaturg, Biograph und Naturphilosoph einen Namen machte. Zwischen 1849 und 1854 redigierte er selbst die Literaturzeitschrift „Leader“.
Als Höhepunkt in Lewes’ literarischem Schaffen ist das biographische Werk „The Life of Goethe“ (1855) anzusehen, das 1857 in deutscher Übersetzung von Julius Frese erschien. Sein Hang zu den Naturwissenschaften kam in verschiedenen Publikationen zum Ausdruck, in denen er sich mit dem Leben der Meerestiere oder mit der Geschichte der biologischen Wissenschaften seit Aristoteles beschäftigte. Ab 1865 war Lewes Herausgeber der Fortnightly Reviews, behielt diesen Posten jedoch nur zwei Jahre, um sich danach seinen philosophischen Studien widmen zu können. Deren Hauptergebnis war das fünfbändige Werk Problems of Life and Mind.

## Werke
- The Life and Works of Goethe. Sketches of His Age and Contemporaries, from Published and Unpublished Sources. 2 Bände. David Nutt, London 1855.
  - Deutsche Ausgabe: Goethe’s Leben und Schriften. Mit Bewilligung des Verfassers übersetzt von Julius Frese (Bremen). Duncker, Berlin 1857 online (5. Aufl. 1860).
- Sea-side Studies at Ilfracombe, Tenby, the Scilly Isles, & Jersey. Blackwood, London 1858.
  - Deutsche Ausgabe: Naturstudien am Seestrande. Küstenbilder aus Devonshire, den Scilly-Inseln und Jersey. Übersetzt von Julius Frese (Bremen). Duncker, Berlin 1859.
- The Physiology of Common Life, deutsch: Die Physiologie des täglichen Lebens, 1859.
- Ein Abschnitt aus einer Geschichte der Wissenschaften, nebst Analysen der naturwissenschaftlichen Schriften des Aristoteles. Übersetzt von Julius Victor Carus. Brockhaus, Leipzig 1865.
- Geschichte der Philosophie von Thales bis Comte. 2 Bände. Oppenheim, Berlin 1871 u. 1876.
- Problems of Life and Mind. 5 Bände. Houghton, Mifflin/Trübner, Boston/London 1873–79.
- Ueber Schauspieler und Schauspielkunst. Übersetzt von Emil Lehmann. Duncker, Leipzig 1878.
- Die Prinzipien des Erfolgs in der Litteratur. Übersetzt von Georg Kuhr. Moldenhauer, Leipzig 1889.